# Acutància

Una imatge amb acutància artificialment augmentada

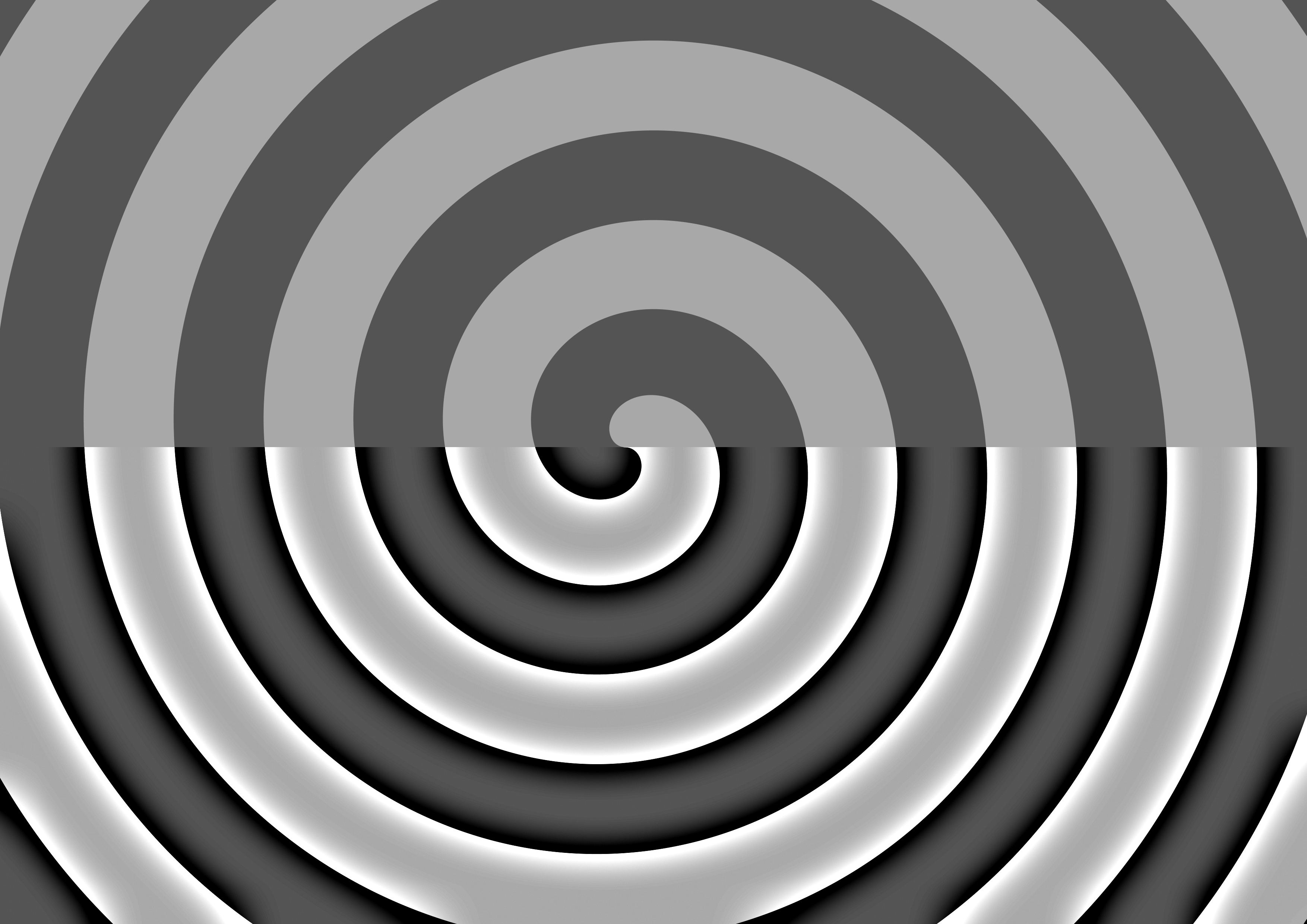
Una altra il·lustració, on lovershoot causat per utilitzar una "unsharp mask" per aguditzar la imatge (meitat inferior) augmenta l'acutància.

En fotografia, el terme acutància descriu una percepció subjectiva d'agudesa, que és relacionada amb el contrast en les vores en una imatge. L'acutància es relaciona amb l'amplitud de la derivada de la brillantor amb respecte a l'espai. A causa de la naturalesa del sistema visual humà, una imatge amb més alta acutància pareix més nítida fins i tot encara que un augment d'aquesta no n'augmenta la resolució real.
Històricament, l'acutància va ser realçada químicament durant el desenvolupament del negatiu (Alt Acutance Developers), o per mitjans òptics en la impressió (unsharp mask). En fotografia digital, el programari integrat de la càmera i les eines de postprocessat d'imatge com Photoshop o GIMP ofereixen diverses facilitats d'aguditzament, la majoria àmpliament utilitzades amb el que es coneix com a unsharp mask perquè l'algoritme és derivat del mètode de processament analògic epònim.
En la imatge d'exemple, dues línies grises clares van ser dibuixades en un fons gris. Mentre la transició és instantània, la línia és tan aguda com pot ser representada a aquesta resolució. L'acutància en la línia esquerra va ser artificialment augmentada afegint una vora perimetral d'un píxel d'amplada més fosca en l'exterior de la línia i més brillant en l'interior de la línia. La nitidesa real de la imatge és inalterada, però la nitidesa aparent és augmentada a causa d'una acutància major.
Artificialment augmentada, l'acutància té deficiències. En aquest exemple, una mica exagerat, la majoria d'espectadors també seran capaços de veure les fronteres per separat de la línia, els quals creen dos feixos al voltant de la línia, un fosc i un brillant resplendent.

## Eines
Diverses tècniques de processament de la imatge, com l'aplicació de "unsharp masks", poden augmentar l'acutància en imatges reals.

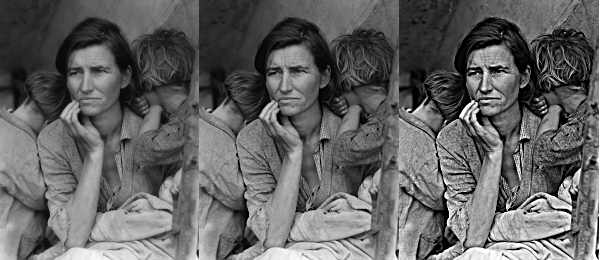
Sense processar, lleu "unsharp mask" i llavors forta "unsharp mask".

### Resamplingo Remostreig

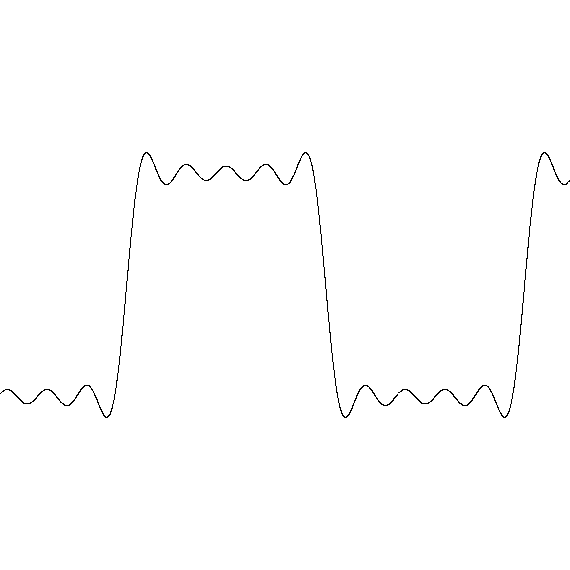
Filtre passabaix i remostreig afecten l'acutància.

El filtre passabaix i el remostreig sovint causen overshoot, que incrementa l'acutància, però pot també rediur el gradient absolut, que redueix l'acutància. Filtrar i fer un remostreig poden també causar talls i artefactes d'anell. Un exemple és la interpolació bicúbica, usada habitualment en el processament d'imatges per canviar-ne la seva mida.

## Definició
Una definició d'acutància és determinada representant una "vora de ganivet afilada", produint una distribució en forma de 'S' sobre una amplada W entre una densitat màxima D1 i una densitat mínima D₂ – transicions més costerudes cedeixen més altes acutàncies.
Sumant el pendent Gn de la corba a N punts dins de W dona el valor A d'acutància.
{\displaystyle A=\left(D_{1}-D_{2}\right){\frac {1}{N}}\sum _{n=1}^{N}G_{n}^{2}}
Més generalment, l'acutància a un punt en una imatge és el gradient de la densitat (o intensitat) a aquell punt, una quantitat de vector:
{\displaystyle A=\nabla D}
Així, l'acutància d'una imatge és un camp de vector.

## Nitidesa
La nitidesa percebuda és una combinació d'ambdues resolució i acutància: és així una combinació de la resolució capturada, la qual no pot ser canviada en processament, i de l'acutància, que sí que pot ser modificada.
Correctament, la nitidesa percebuda és la inclinació de transicions (pendent), la qual és el canvi en el valor de sortida dividit entre el canvi produït en la posició – per això és maximitzat per canvis grans dins el valor de sortida (i també en filtres aguditzants) i canvis petits de posició (resolució alta).
El soroll o el gra tosc poden, com els filtres aguditzants, augmentar l'acutància, per això s'augmenta la percepció de nitidesa, fins i tot encara que es degradi la relació senyal-soroll.
El terme "agudesa crítica" és de vegades entès (per analogia amb focus crític) com a eina per "obtenir una resolució òptica màxima", com que està limitat per la pel·lícula/sensor i la lent, en la pràctica significa minimitzar la desestabilització d'imatge —utilitzant un trípode o suport alternatiu, un bloqueig de mirall, el mode Bulb o temporitzador, lents amb estabilitzador d'imatge— i usar una òptima obertura de diafragma per la lent i escena, normalment 2–3 punts per davall de l'obertura més gran (més per escenes més profundes: equilibris fora de difracció entelen amb desenfocaments o límits de lent a una ample obertura).